# یودای کونیشی
یودای کونیشی (انگلیسی: Yudai Konishi؛ زادهٔ ۱۸ آوریل ۱۹۹۸) بازیکن فوتبال اهل ژاپن است.
از باشگاه‌هایی که در آن بازی کرده‌است می‌توان به باشگاه فوتبال گامبا اوساکا اشاره کرد.